# Callionymus boucheti
Callionymus boucheti là một loài cá biển thuộc chi Callionymus trong họ Cá đàn lia. Loài này được mô tả lần đầu tiên vào năm 2017, được đặt theo tên của Philippe Bouchet, người đã tổ chức thành công nhiều cuộc thám hiểm và khám phá sự đa dạng sinh học của vùng biển nhiệt đới tại New Ireland.

## Phân bố và môi trường sống
C. boucheti có phạm vi phân bố ở Tây Thái Bình Dương. Loài này chỉ được biết đến ở phía bắc New Ireland (khoảng giữa phía tây bắc đảo New Hanover và ngoài khơi Kavieng), Papua New Guinea. C. boucheti sống trên đáy cát, được tìm thấy ở độ sâu từ 72 đến 193 m; một cá thể sắp trưởng thành được thu thập ở độ sâu trong khoảng 6 – 10 m.

## Mô tả
Chiều dài tối đa được ghi nhận ở C. boucheti là khoảng 6 cm. C. boucheti là loài dị hình giới tính: cá đực có vây lưng thứ nhất vươn cao hơn ở cá mái, và đuôi của cá đực cũng dài hơn cá mái. Màu sắc của các mẫu vật khi vừa được đánh bắt: Đầu và thân trên có màu vàng nhạt hoặc nâu nhạt, thân trên có các chấm trắng và đốm nâu; bụng và thân dưới màu trắng. Mắt xanh thẫm. Mõm màu vàng. Ngực của cá đực có một đốm đen ở trung tâm; cá mái không có đốm này. Hai bên thân (ở phía dưới đường bên) có một hàng đốm màu nâu. Vây lưng thứ nhất màu xám đậm, có những sọc trắng (cá đực) hoặc có thêm một đốm đen lớn (cá mái). Vây lưng thứ hai màu vàng, có 3 chấm đen trên mỗi tia vây. Vây hậu môn của cá mái có một dải đen ở rìa; ở cá đực, dải đen này trải rộng đến một nửa vây. Vây đuôi có màu vàng, rìa dưới màu xám đen, có nhiều vạch đứng màu xám. Vây ngực trắng nhạt, có một vài đốm nâu rất nhỏ ở phần trên. Vây bụng màu trắng trơn (có thêm đốm ở cá mái).
Số gai ở vây lưng: 4; Số tia vây mềm ở vây lưng: 9; Số gai ở vây hậu môn: 0; Số tia vây mềm ở vây hậu môn: 8; Số tia vây mềm ở vây ngực: 21 - 23; Số gai ở vây bụng: 1; Số tia vây mềm ở vây bụng: 5.